# Pomianowo (gmina)
Pomianowo – dawna gmina wiejska istniejąca w latach 1946–1954 i 1973–1976 w woj. szczecińskim i koszalińskim (dzisiejsze woj. zachodniopomorskie). Siedzibą władz gminy było Pomianowo.
Gmina Pomianowo powstała po II wojnie światowej na terenie tzw. Ziem Odzyskanych (tzw. III okręg administracyjny – Pomorze Zachodnie). 28 czerwca 1946 gmina – jako jednostka administracyjna powiatu białogardzkiego – weszła w skład nowo utworzonego woj. szczecińskiego. 6 lipca 1950 gmina wraz z całym powiatem białogardzkim weszła w skład nowo utworzonego woj. koszalińskiego.
Według stanu z 1 lipca 1952 gmina składała się z 13 gromad: Białogórzyno, Buczek, Bukówko, Dargikowo, Dobrowo, Klempino, Nosówko, Pomianowo, Pustkowo, Zaspy Małe, Zaspy Wielkie, Żeleźno i Żytelkowo. Gmina została zniesiona 29 września 1954 wraz z reformą wprowadzającą gromady w miejsce gmin.
Jednostkę reaktywowano 1 stycznia 1973 w tymże powiecie i województwie. 1 czerwca 1975 gmina weszła w skład nowo utworzonego (mniejszego) woj. koszalińskiego.
15 stycznia 1976 roku gmina została zniesiona, a jej obszar włączony do gmin:
- Białogard (obszary sołectw: Białogórzyno, Buczek, Dargikowo, Klępino Białogardzkie, Pomianowo, Żeleźno i Żytelkowo oraz wieś Zaspy Małe),
- Tychowo (obszary sołectw: Dobrowo i Zaspy Wielkie).